# Środek ścięgnisty krocza
Środek ścięgnisty krocza (łac. centrum tendineum perinei) – w anatomii człowieka silny, klinowaty węzeł tkanki łącznej położony w okolicy pośrodkowej krocza, pomiędzy mięśniem zwieraczem zewnętrznym odbytu, tylnym brzegiem przepony moczowo płciowej i opuszką prącia (u mężczyzn) lub opuszką przedsionka (u kobiet). Zbudowany jest z krzyżujących się i łączących ze sobą końcowych włókien ścięgnistych mięśni dna miednicy: mięśnia dźwigacza odbytu, mięśnia poprzecznego głębokiego krocza, mięśnia poprzecznego powierzchownego krocza, mięśnia zwieracza zewnętrznego odbytu i mięśnia opuszkowo-gąbczastego.